# Майорош, Йозеф
Йозеф Майорош (род. 19 марта 1970, Геча, Кошицкий край) — словацкий футболист, после окончания карьеры стал тренером.

## Клубная карьера
Майорош начал заниматься футболом в команде родной деревни Геча. Функционеры «Кошице» заметили его и пригласили Майороша в свой клуб, когда ему было 13 лет. Он играл во всех молодёжных командах «Кошице». В 1988 году Майорош перешёл в первую команду. После «Кошице» он продолжил свою карьеру в «Дукла Банска-Бистрица». В середине 90-х играл в чешских командах «Виктория Жижков» и «Дрновице». Майорош был признал лучшим словацким футболистом 1998 года, а также попал в символическую сборную Чешской футбольной лиги. Свою профессиональную карьеру он завершил в 2004 году после сезона в команде второго дивизиона «Дружстевник Бач». В 2006 году играл за любительский «Данубия» из четвёртого дивизиона.

## Международная карьера
Майорош играл за Чехословакию на молодёжном чемпионате мира 1989 года. Он сыграл за Словакию 23 матча и забил пять голов. 24 августа 1997 года он забил в ворота Чехии в домашнем отборочном матче Чемпионат мира 1998. Это был победный гол, Словакия выиграла 2:1.